# Jaydia
Jaydia (Smith, 1961) è un genere di pesci ossei marini appartenenti alla famiglia Apogonidae.

## Distribuzione e habitat
Questo genere è diffuso nelle acque tropicali e, limitatamente a poche specie, subtropicali dell'Indo-Pacifico. Jaydia queketti e J. smithi sono penetrate nel mar Mediterraneo in seguito alla migrazione lessepsiana stabilendosi nella parte orientale del bacino.
Molte specie sono tipiche di fondali molli a una certa profondità, nel piano circalitorale ma non mancano specie tipiche di ambienti corallini.

## Descrizione
Sono pesci di taglia piccola, non superiore a pochi centimetri. Al contrario della maggioranza degli altri Apogonidae hanno tinte smorte sul bruno o il grigiastro con striature o macchie più scure su corpo e pinne la cui disposizione è importante per il riconoscimento delle specie.

## Biologia
Fanno vita notturna e di giorno stanno nascoste in anfratti. Le uova vengono incubate nella bocca del maschio. Si nutrono di invertebrati.

## Pesca
Priva di importanza alimentare o commerciale anche se alcune specie costituiscono un comune e abbondante bycatch della pesca a strascico.

## Tassonomia
Il genere comprende 19 specie:
- Jaydia albomarginatus
- Jaydia argyrogaster
- Jaydia carinatus
- Jaydia catalai
- Jaydia ellioti
- Jaydia erythrophthalma
- Jaydia hungi
- Jaydia lineata
- Jaydia melanopus
- Jaydia novaeguineae
- Jaydia photogaster
- Jaydia poeciloptera
- Jaydia quartus
- Jaydia queketti
- Jaydia smithi
- Jaydia striata
- Jaydia striatodes
- Jaydia tchefouensis
- Jaydia truncata